# Überling
Der Überling ist ein bewaldeter Mittelgebirgsrücken in den österreichischen Bundesländern Salzburg und Steiermark. Höchste Erhebungen sind der 1797 m ü. A. hohe Wengerkopf und der Weidschober. Das nicht ortsübliche Toponym Überlinger Plateau bezeichnet eine ausgedehnte Moorlandschaft auf Salzburger Seite, die seit 2004 gemäß der Ramsar-Konvention unter Schutz gestellt ist.

## Lage und Umgebung
Der Überling erstreckt sich auf einer Länge von rund 13 Kilometern zwischen dem Prebersee im Lungau und dem Ort Seebach im Bezirk Murau. Er wird im Norden von den Tälern des Freisterbaches und des Rantenbaches (Krakauer Hochtal), im Süden durch das Seetal und im Westen durch das Tal des Preberbaches begrenzt. Während der Gebirgszug im plateauartigen Salzburger Teil eine Nord-Süd-Erstreckung von bis zu fünf Kilometern erreicht, nehmen sowohl Breite als auch Höhe zur steirischen Seite hin ab. Neben Wengerkopf und Weidschober sind Schrenkenbichl (1694 m ü. A.) und Etzbichl (1670 m) weitere unscheinbare Gipfel. Die Gebirgsfläche verteilt sich auf die Gemeinden Tamsweg auf Salzburger sowie Krakau und Ranten auf steirischer Seite.

## Geologie und Geomorphologie

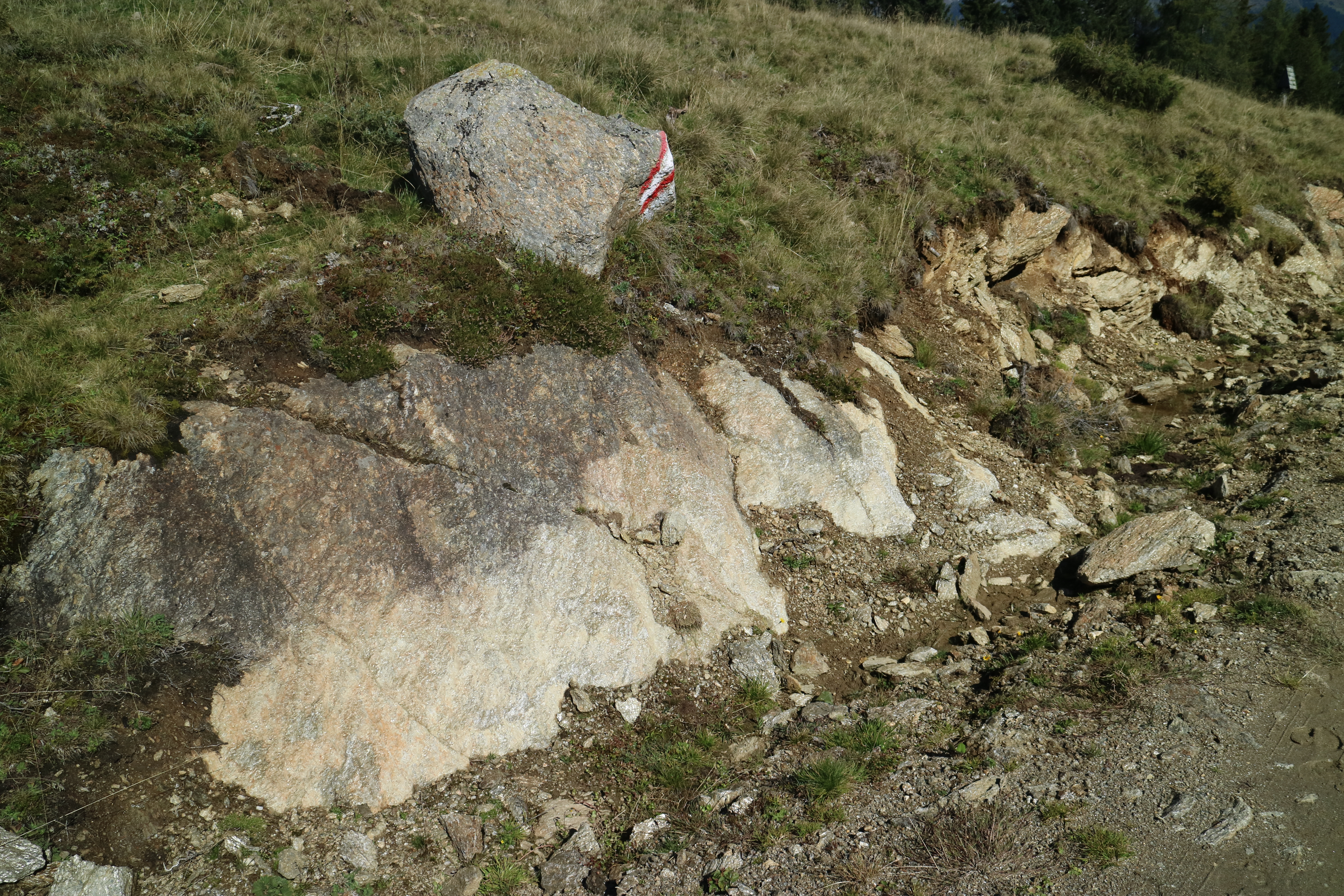
Aufgeschlossener Glimmerschiefer östlich des Weidschober

Der Überling gehört geologisch zum Kristallinkomplex der Niederen Tauern und besteht hauptsächlich aus Glimmerschiefer. Während der letzten Kaltzeit war er vollständig von einem Seitenarm des Murgletschers bedeckt, der in dieser Gegend bis etwa 2000 Meter Meereshöhe reichte. Der Gletscherschliff sorgte für sanfte Geländeformen mit zahlreichen Mulden und Einsattelungen, die Ränder der Gebirgsmasse sind von tief eingeschnittenen Kerbtälern geprägt.
Der Höhenzug dacht nach allen Seiten mit mäßig steilen Hängen ab und trägt im westlichen (Salzburger) Teil ein weitläufiges Plateau.
Aufgrund der glazialen Überformung, des elektrolytarmen, silikatischen Grundgesteins und relativ hoher Niederschlagsmengen konnten am Überling mehrere Moore entstehen.

## Flora und Fauna

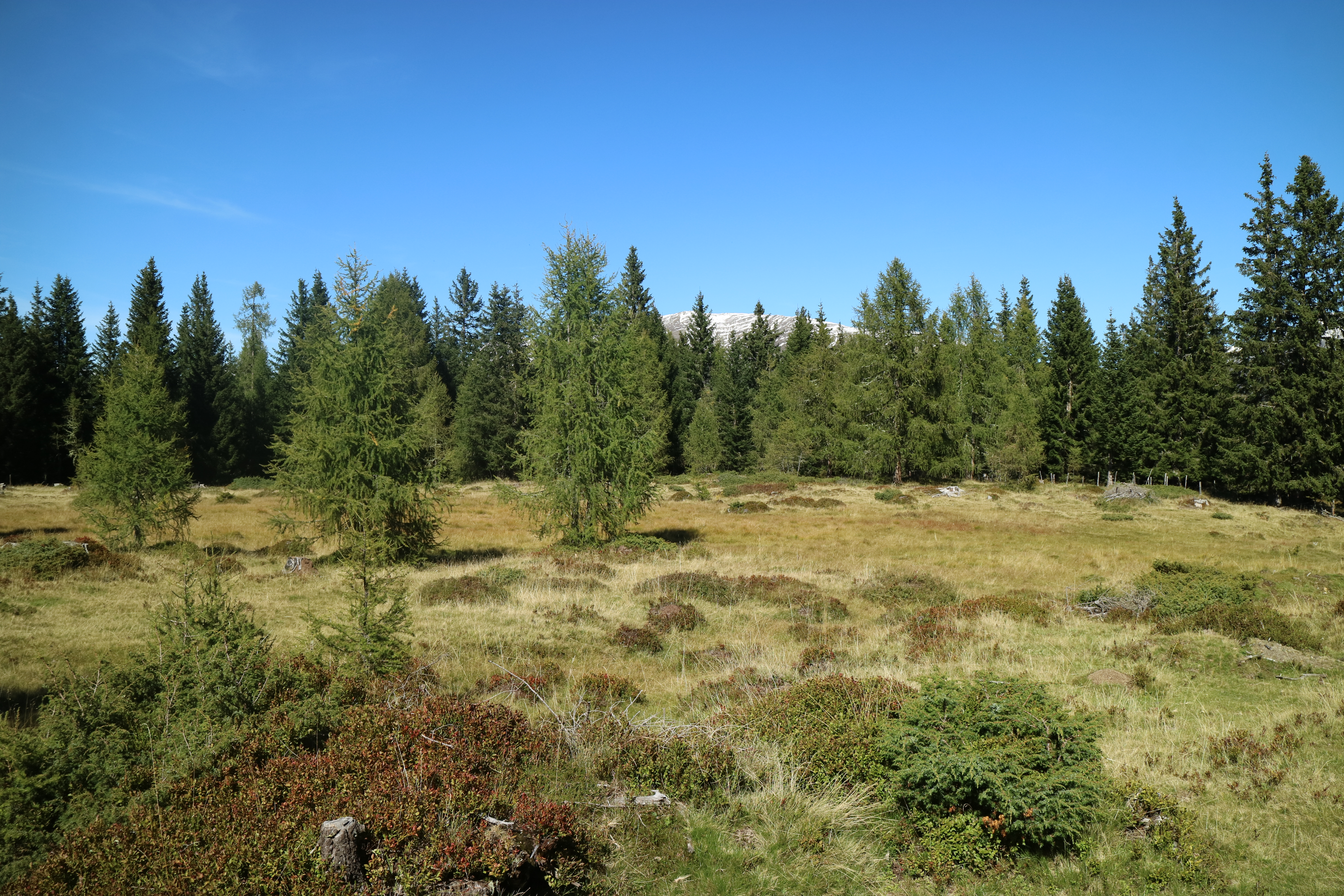
Lichtung mit Schwarzbeeren und Wacholder nahe Schrenkenbichl

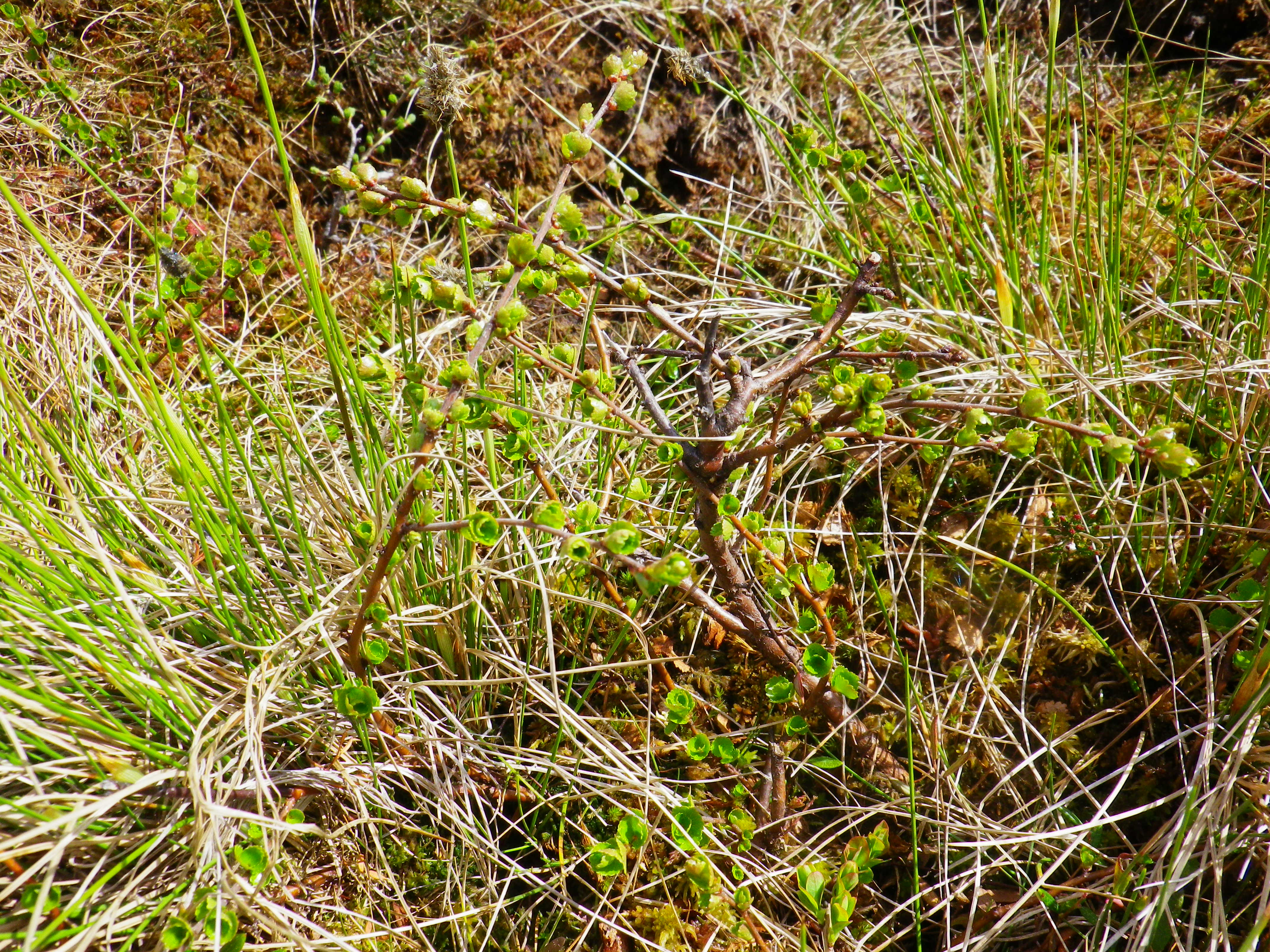
Zwerg-Birke am Schrenkenbichl

Mit Hilfe der Pollenanalyse ließ sich für den Überling ein Kiefern-Zirbenwald nach Ende der letzten Kaltzeit nachweisen. Heute ist der vollständig unterhalb der Waldgrenze gelegene Gebirgsrücken größtenteils von montanem Fichtenwald bedeckt. Waldlichtungen durch frühere Kahlschläge, rezente Lochschläge und Plenterwald prägen das Landschaftsbild. Aufgrund anhaltender Beweidung dominieren in den Kammlagen Lichtungen mit Lärche und Zirbe. In den Gräben entlang der Gerinne kommen als Baumarten Grau- und vereinzelt Grün-Erle hinzu. Der Unterwuchs wird von Wolligem Reitgras dominiert, daneben gedeihen Draht-Schmiele und Schwarzbeere. An den feuchten Moorrändern wachsen außerdem mehrere Arten von Torf- und Haarmützenmoosen. Auf den Weiden ist vor allem der Bürstling verbreitet, an feuchteren Stellen treten auch Horst-Schmiele und Borstgrasweiden mit Bärtiger Glockenblume, Pannonischem Enzian, Berg-Wohlverleih und Heidekräutern auf.
Eine vegetationskundliche und floristische Besonderheit stellen die Moore am Überling dar. Die Artenzusammensetzung variiert je nach Moortyp. In den Niedermooren wachsen je nach Feuchtigkeit und Bodenchemie die typischen Seggenarten mit Begleitern wie Mehlprimel, Breitblättrigem Knabenkraut und Fettkräutern. Bei dickerer Torfschicht und hohem Nässegrad gedeihen Schmalblättriges Wollgras und Schlamm-Schachtelhalm sowie auf Nährstoffarmut spezialisierte Arten wie Fieberklee und Sumpfenzian. In den hochmoorartigen Bereichen treten regelmäßig Latsche und Fichte in verzwergter Form auf, in der Moosschicht kommen neben unterschiedlichen Torfmoosen Scheidiges Wollgras, Moosbeere, Rauschbeere, Rosmarinheide und Rundblättriger Sonnentau vor. Die Vorkommen von Kleinfrüchtiger Moosbeere und Zwerg-Birke, zwei Relikten der letzten Kaltzeit, gelten als bemerkenswert für den mitteleuropäischen Raum.
Im Hinblick auf die Unterschutzstellung der Moore wurden am Überling verschiedene, teilweise gefährdete Tierarten beobachtet. Als potenzielle Brutvögel kommen Auerhuhn, Birkhuhn, Baumpieper, Schwarzspecht und Teichralle vor. Migrationsvögel sind außerdem Beutelmeise, Feldschwirl, Flussuferläufer, Grünschenkel, Rohrammer, Waldwasserläufer und Zwergtaucher. Unter den Amphibien bzw. Reptilien treten Bergmolch, Erdkröte, Grasfrosch und Mooreidechse auf.

## Moore

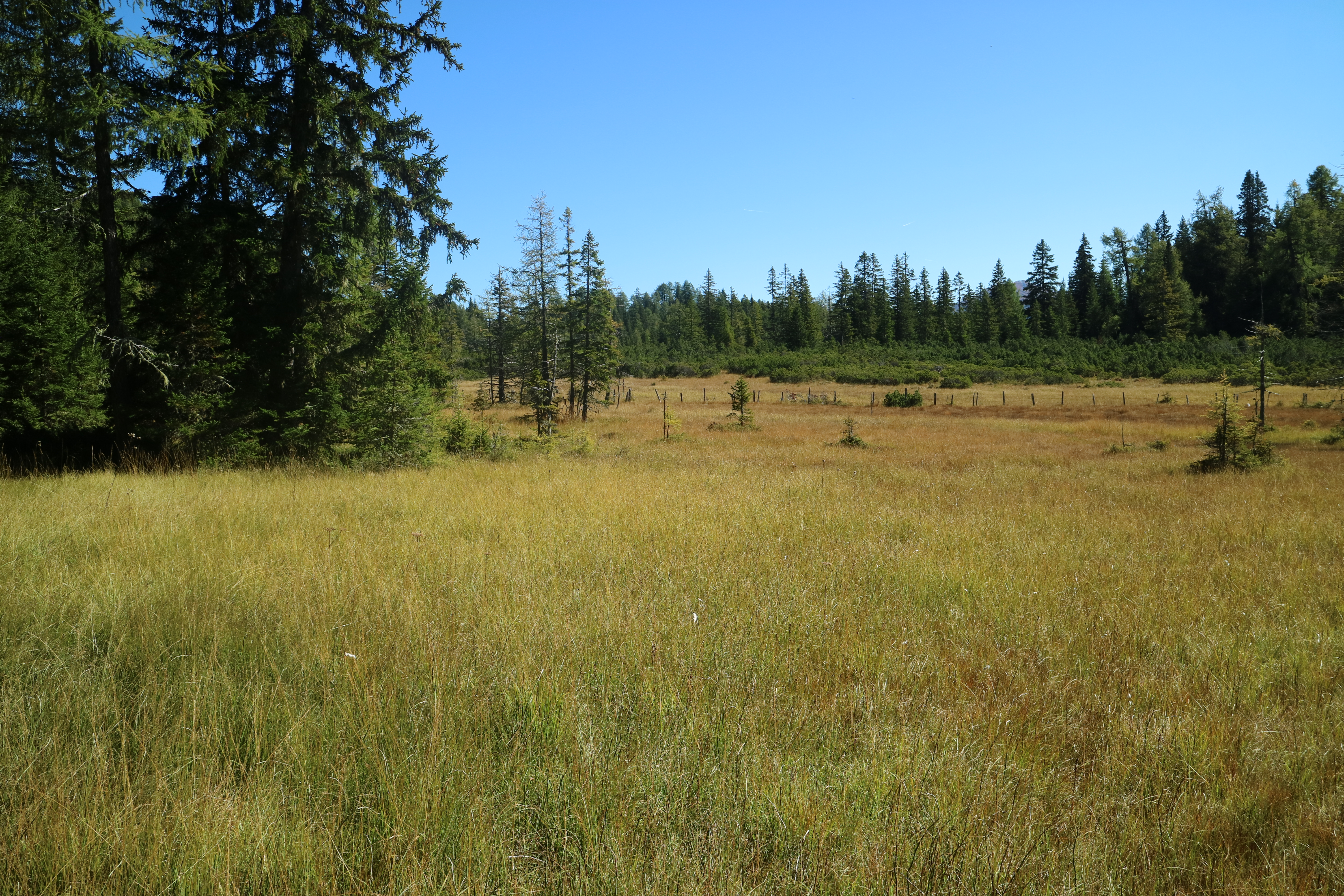
Blick in das östliche Überlingmoos

Überling, Schwarzenberg und Sauerfelder Wald bilden gemeinsam den östlichen, mittelgebirgigen Teil der Umrahmung des Tamsweger Beckens und beherbergen mit 80 Mooren die größte Mooransammlung Österreichs. Allein auf dem Überlinger Plateau liegen 40 Moore, von denen das Gstreikelmoos, das Überlingmoos und das Große Schattseitenmoor die bedeutendsten sind. Reine Hochmoore sind nicht anzutreffen, stattdessen treten Aapamoore und Moorkomplexe, manchmal als „Hochmoore vom Überlingtyp“ bezeichnet, auf. Die meisten davon entwickelten sich durch die Verlandung von Stehgewässern, die sich als Folge des Eisrückzuges vor 17.000 bis 15.000 Jahren gebildet hatten. Erst mit dem Beginn des Atlantikums wurde das Klima feuchter, Moose und Seggen breiteten sich im Bereich der heutigen Moore aus und bildeten teilweise meterdicke Torfschichten. Vor etwa 3000 Jahren begannen dann Torfmoose, andere Arten zu verdrängen und das Vegetationsbild nachhaltig zu verändern. Trockener werdende klimatische Bedingungen und Beweidung brachten ab Ende des Spätmittelalters Arten wie Latsche und Rasenbinse in die Moore und leiteten die rezente Phase von Stagnation und Erosion ein.
Als bekanntestes Moor am Überling gilt das Gstreikelmoos. Das etwa 15 Hektar große und sehr tiefe Moor lässt sich vegetationsmäßig in drei Teile gliedern. Die Mitte bildet ein typisches „Ringhochmoor“, bei dem ein Ring aus Latschen und Torfmoosen ein zentrales Seggenmoor umschließt. Im nördlichen Abschnitt schüttet ein kleines Gerinne einen Schwemmkegel auf, von dem ausgehend sich ein üppiges Schnabel-Seggenried entwickelt, während im östlichen Teil ein Latschenhochmoor besteht. Während der 1970er Jahre wurde das Moor im Hinblick auf eine nicht erfolgte Aufforstung umgepflügt und dabei schwer beschädigt. Das floristisch besonders reichhaltige Moor verfügt über den größten Schwingrasen der Alpen.

## Naturschutz
Der Dürrenecksee wurde als größtes Stehgewässer des Plateaus bereits 1976 als Naturdenkmal ausgewiesen, blieb in den Jahren danach aber durch Beweidung des angrenzenden Schwingrasens und Bau eines Güterweges zur Planitzeralm vulnerabel. Seit 1986 gehört ein Großteil des Salzburger Überling zum Landschaftsschutzgebiet Niedere Tauern. 1993 erklärten die Österreichischen Bundesforste alle Moore in ihrem Besitz als geschützt.
Weitere sieben Jahre später riefen die Bundesforste gemeinsam mit dem WWF das Schutzprojekt „Aktiv für Moore“ ins Leben. Zur wissenschaftlichen Beratung wurde das Institut für Ökologie und Naturschutzbiologie der Universität Wien hinzugezogen. Ein Schwerpunkt des österreichweiten Projektes wurde auf das Überlingmoos gelegt, das nach dem Ersten Weltkrieg drainagiert und als Weide genutzt worden war. Im Zuge von Renaturierungsmaßnahmen wurden 73 ein bis zwei Meter tiefe Holzdämme in das Moor eingelassen. Auf diese Weise soll der Grundwasserspiegel stabilisiert und der Zustand eines vollwertigen Moores wiederhergestellt werden. Bereits im folgenden Jahr konnte als Effekt der Wiedervernässung ein verstärktes Torfwachstum registriert werden. Zwei Jahrzehnte nachdem der Botaniker Gert Michael Steiner einigen Mooren am Überling „internationale Bedeutung“ beigemessen hatte, trat Anfang Februar 2004 ein 264 Hektar umfassendes Ramsar-Gebiet in Kraft. 117 Hektar davon entfallen auf Moorflächen. Seit August 2005 besteht zusätzlich das vom Land Salzburg betreute 38 Hektar große Naturschutzgebiet Überlingmoore. Außerdem sind die Moore seit 2012 Teil des Biosphärenparks Lungau-Nockberge.
| Name                          | Fläche (ha) | Seehöhe (m) | Moortypen                                                                        |
| ----------------------------- | ----------- | ----------- | -------------------------------------------------------------------------------- |
| Gstreikelmoos                 | 27,50       | 1600–1620   | Komplex aus Hochmoor, Durchströmungsmooren und Schwingrasen                      |
| Ötzboden                      | 1,83        | 1540–1550   | Latschenhochmoor, Durchströmungsmoor                                             |
| Moor auf der Schattseite      | 1,05        | 1730–1750   | alpines Aapamoor – Quellmoore, Durchströmungsmoore, Übergangsmoore und Hochmoore |
| Großes Schattseitenmoor       | 13,98       | 1700–1750   | zwei Latschenhochmoore, verbunden durch Feuchtwälder                             |
| Moor nördlich Überlinghütte   | 1,92        | 1700–1710   | Latschenhochmoor                                                                 |
| Moor südöstlich Überlinghütte | 16,58       | 1710–1720   | alpines Aapamoor – Quellmoore, Durchströmungsmoore, Übergangsmoore und Hochmoore |
| Moor westlich Überlinghütte   | 3,93        | 1710–1720   | Latschenhochmoor                                                                 |
| Überlingmoos                  | 32,46       | 1680–1700   | alpines Aapamoor – Quellmoore, Durchströmungsmoore, Übergangsmoore und Hochmoore |
| Vorderwaldmoos                | 12,86       | 1580–1600   | drei Latschenhochmoore, verbunden durch Feuchtwälder                             |
| Moor am Zechnergraben         | 4,46        | 1520–1540   | saures Versumpfungsmoor                                                          |

Nicht zum Ramsar-Gebiet gehören etwa die Moore an Prebersee und Schattensee sowie auf dem Plateau die artenreiche, aber durch Beweidung beeinträchtige „Lange Brücke“, und das Schrenkenbichlmoor als einziges Moor auf steirischer Seite.